# Maurice Escoulent
Maurice Escoulent est un homme politique français né le 28 décembre 1881 à Crest (Drôme) et décédé le 1er août 1944 à Montélimar (Drôme).
Agriculteur, il est conseiller municipal de Crest en 1920 et député de la Drôme de 1924 à 1928, inscrit au groupe radical-socialiste. Il s'occupe essentiellement de questions agricoles.

## Sources
- « Maurice Escoulent », dans le Dictionnaire des parlementaires français (1889-1940), sous la direction de Jean Jolly, PUF, 1960 [détail de l’édition]